# Iogeton
Iogeton es un género monotípico de plantas fanerógamas de la familia de las asteráceas. Su única especie: Iogeton nowickeanus, es originaria de Colombia.

## Taxonomía
Iogeton nowickeanus fue descrita por (D'Arcy) Strother y publicado en Systematic Botany Monographs 33: 20. 1991.
Sinonimia
- Lasianthaea nowickeana D'Arcy basónimo[3]